# El Calvari (Sant Jaume de Frontanyà)
El Calvari és una muntanya de 1.101 metres que es troba al municipi de Sant Jaume de Frontanyà, a la comarca catalana del Berguedà.